# Velika nagrada Južne Afrike 1961
Velika nagrada Južne Afrike 1961 je bila petindvajseta in zadnja neprvenstvena dirka Formule 1 v sezoni 1961. Odvijala se je 26. decembra 1961 na dirkališču East London.

## Dirka
| Poz | Dirkač            | Moštvo                     | Konstruktor       | Čas/Odstop.          | Št. mesto |
| --- | ----------------- | -------------------------- | ----------------- | -------------------- | --------- |
| 1   | Jim Clark         | Team Lotus                 | Lotus-Climax      | 2.06:49.2            | 1         |
| 2   | Stirling Moss     | UDT Laystall Racing Team   | Lotus-Climax      | + 15.7 s             | 2         |
| 3   | Jo Bonnier        | Porsche System Engineering | Porsche           | 79 krogov            | 4         |
| 4   | Tony Maggs        | Yeoman Credit Racing Team  | Cooper-Climax     | 79 krogov            | 6         |
| 5   | Edgar Barth       | Porsche System Engineering | Porsche           | 78 krogov            | 7         |
| 6   | Syd van der Vyver | Syd van der Vyver          | Lotus-Alfa Romeo  | 77 krogov            | 8         |
| 7   | Doug Serrurier    | Scuderia Lupini            | Cooper-Maserati   | 77 krogov            | 12        |
| 8   | Sam Tingle        | Sam Tingle                 | LDS-Alfa Romeo    | 76 krogov            | 15        |
| 9   | Bob van Niekerk   | Ted Lanfear                | Lotus-Ford        | 76 krogov            | 16        |
| 10  | Helmut Menzler    | Ecurie Wolman              | Lotus-Borgward    | 75 krogov            | 14        |
| 11  | Adrian Pheiffer   | Adrian Pheiffer            | Cooper-Alfa Romeo | 75 krogov            | 10        |
| 12  | Bill Jennings     | Bill Jennings              | Jennings-Porsche  | 71 krogov            | 17        |
| 13  | John Guthrie      | Ecurie Rhodes              | Cooper-Alfa Romeo | 71 krogov            | 19        |
| 14  | Don Philp         | Don Philp                  | Quodra-Climax     | 70 krogov            | 11        |
| 15  | Dave Wright       | Dave Wright                | Cooper-Climax     | 65 krogov            | 21        |
| Ods | Fanie Viljoen     | G. E. Mennie               | LDS-Climax        | Motor                | 13        |
| Ods | Bill Dunlop       | Bill Dunlop                | Cooper-Alfa Romeo | Motor                | 23        |
| Ods | Gene Bosman       | Scuderia Alfa              | Lotus-Alfa Romeo  | Trčenje              | 20        |
| Ods | Clive Trundell    | Clive Trundell             | Cooper-Climax     | Vžig                 | 22        |
| Ods | Trevor Taylor     | Team Lotus                 | Lotus-Climax      | Hl. sistem           | 3         |
| Ods | Masten Gregory    | UDT Laystall Racing Team   | Lotus-Climax      | Motor                | 5         |
| Ods | Ernie Pieterse    | Scuderia Alfa              | Heron-Alfa Romeo  | Menjalnik            | 9         |
| Ods | Bernard Podmore   | Bernard Podmore            | Lotus-Ford        | Pog. gred            | 18        |
| DNS | Bruce Johnstone   | Yeoman Credit Racing Team  | Cooper-Climax     | Trčenje              | -         |
| WD  | John Love         | A. H. Pillman              | LDS-Porsche       | Poškodovan dirkalnik | -         |